# Linggasari (Ciamis)
Linggasari is een bestuurslaag in het regentschap Ciamis van de provincie West-Java, Indonesië. Linggasari telt 6886 inwoners (volkstelling 2010).